# Битка код Хејстингса
Битка код Хејстингса се одиграла 14. октобра 1066. године између англосаксонских снага предвођених краљем Харолдом II (1066) и норманских освајача на чијем се челу налазио војвода Вилијам Копиле од Нормандије (војвода 1035—1087, краљ 1066—1087). Окончала се одлучном победом норманских снага у којој је живот изгубио и сам краљ Харолд II, који је према легенди погинуо тако што га је стрела погодила у око. Након ове битке Нормани су скршили отпор преосталих англосаксонских велможа, а сам Вилијам је добио надимак Освајач и 25. децембра исте године је у Лондону у Вестминстерској опатији крунисан за новог краља Енглеске. Сама битка је одиграла пресудну улогу у историји Енглеске, а самим тим и Британских острва. Некадашње англосаксонско уређење је замењено потпуно другачијим норманским, а са њиме је у Енглеску стигао и француски језик. Захваљујући норманским везама са европским континентом, превасходно поседима у данашњој Француској и породичним везама, Енглеска (а са њом и Британска острва) излази из вишевековне изолације од главних токова европске историје и почиње да узима активног учешћа у њој.

## Повод за битку
Битка односно норманска инвазија је дошла као последица смрти краља Едварда Исповедника (1043—1066) и нерешених питања око његовог наследника. Нови краљ је постао Харолд уз подршку витенагемота, али су му право на њу оспорили и норвешки краљ Харалд III (1047—1066) и нормандијски војвода Вилијам који је тврдио да му је Едвард обећао круну након његове смрти. Норвешки краљ је одлучио да војним путем преузме оно што је сматрао да му припада и искрцао се са својим трупама на северу Енглеске у септембру 1066. године. Иако је победио англосаксонске снаге у бици код Фалфорда (20. септембра), Харалдов поход се завршио катастрофалним поразом на Стамфорд бриџу 25. септембра у коме је и сам краљ Норвешке изгубио живот. Вилијам је са своје стране такође планирао инвазију на Енглеску. Пошто није располагао довољним снагама за тако нешто, он је организовао велики сабор у Кану на коме је присуствовала многобројна властела (било их је чак и са простора данашње Италије), а успео је и да обезбеди подршку и самог Папе за поход. Обећањем нових поседа за племиће и плена од пљачке слободњацима у рату који ће се водити под папиним барјаком, он је сакупио војску своју војску и прешао Ламанш уз помоћ флоте од око 760 бродова (776). Његове трупе су се искрцале на јужној обали Енглеске 28. септембра око 3 km јужно од будућег бојишта. Иако су Харолдове снаге биле на другом крају земље и изморене од недавне битке, краљ Енглеске је започео дуги марш на југ са циљем да се обрачуна и са овим претендентом.

## Ток битке
| Норманске инвазионе трупе у бици код Хејстингса                                |             |             |             |
| Норманске снаге под командом војводе Вилијама                                  |             |             |             |
| Коњица                                                                         | Стрелци     | Пешадија    | Укупно      |
| 800-1.200                                                                      | 500-800     | 2.000-2.500 | 3.300-4.500 |
| Бретонске снаге под командом Алана Фреганта                                    |             |             |             |
| Коњица                                                                         | Стрелци     | Пешадија    | Укупно      |
| 500-600                                                                        | 300-450     | 800-1.100   | 1.600-2.150 |
| Фламанске снаге под командом Еустахија Булоњског и војводе Вилијама ФицОсберна |             |             |             |
| Коњица                                                                         | Стрелци     | Пешадија    | Укупно      |
| 300-400                                                                        | 350-450     | 700-900     | 1.350-1.950 |
| Укупне норманске снаге                                                         |             |             |             |
| Коњица                                                                         | Стрелци     | Пешадија    | Укупно      |
| 1.600-2.200                                                                    | 1.150-1.700 | 3.500-4.500 | 6.250-8.400 |
| Процена броја норманских снага()                                               |             |             |             |

До саме битке је дошло 14. октобра недалеко од Хејстингса, на месту на коме се данас налази катедрала око које се развило месташце под именом Бетл (енгл. Battle тј. Битка). Англосаксонске снаге су заузеле положај на врху брдашцета Сенлак формиравши заштитни зид од штитова. Нормани су отпочели битку уз помоћ стрелаца који је требало да прореде англосаксонске редове, али су у томе имали мало успеха услед зида штитова. Вилијам је након тога наредио јуриш пешадије на који су Англосаксонци одговорили бацањем камења и свега осталог што им је пало под руку. Јак отпор га је приморао да напад већ у тој фази ојача слањем коњице. Без обзира на то норманске снаге су трпеле значајне губитке, што је на крају довело до распада левог крила на коме су се налазили Бретонци и њиховог повлачења. Њихово одступање је приморало и остатак норманских снага да одступи низ брдо. Сам Харолд је наредио да се противник не гони, али су без обзира на то делови англосаксонских снага кренули у напад реметећи сопствену одбрамбену линију.
Током борби које су уследиле Вилијаму је убијен коњ, што је створило конфузију у норманским редовима јер су многи помислили да је погинуо, али се он придигао и скидањем калпака показао да је жив. Борбе су настављене, а у отвореној борби прса у прса превагу је однео нормански начин борбе, тако да су ускоро англосаксонске снаге које су кренуле низ брдо за противником који се повлачи елиминисане, а међу пострадалима су била и Харолдова браћа Леофин и Гирт. Након овога је дошло до затишја у борби које су обе стране искористиле за предах.
Остаје нејасно шта се тачно догодило након тога, али је извесно да је приликом нових норманских удара дошло до њиховог сузбијања и повлачења које је са собом повлачило и нове нападе англосаксонаца који су напуштали своје положаје у покушају да окончају битку уништавањем противника који је у повлачењу. Уместо тога, поновила се ситуација из првог удара и норманске снаге су се без већих потешкоћа разрачунале са онима који су напустили заштитни зид на врху брда и десетковали њихове редове. Вилијам је након овога наредио својим стрелцима да поново отпочну паљбу, циљајући овог пута снаге смештене иза заштитног зида од штитова. Током њиховог дејства је једна од стрела погодила самог краља Харолда II, према легенди у само око.
Његово рањавање или погибија је разбила морал његових трупа и заштитни зид је почео да попушта. Ово је искористио Вилијам и наредио свеопшти јуриш. Нормани су успели на више места да пробију заштитни зид и да задају самртни ударац краљу Харолду, након чега су се англосаксонски редови скроз распали. Преостали припадници фјирда су се у нереду повукли, нашавши заштиту у оближњим шумама и вечери која се спуштала. На бојишту су остали само хускарли који су се у складу са својом традицијом, борили до последњег човека уз тело свог мртвог краља.

## Дешавања након битке
Вилијам се након битке задржао још неко време код Хејстингса очекујући долазак англосаксонског племства на потчињење, али се то није догодило, тако да је он започео свој даљи продор кроз Енглеску. Иако су локални племићи изабрали новог краља, Вилијаму није пружен неки јачи отпор и већина властеле му се редом потчињавала, тако да је он 25. децембра 1066. године крунисан за новог краља Енглеске у лондонској Вестминстерској палати. Међутим Енглеска још није била потчињена и већ 1069. године је на северу краљевине подигнута побуна против његове владавине. Он је на крају успео да скрши отпор Англосаксонаца, а у целој земљи је место старог, поставио ново норманско (и духовно и световно) племство о чему сведочи тзв. Књига страшног суда (енгл. Domesday Book) састављена 1086. године.

## Занимљивости
Битка је екранизована у француско-румунском филму Вилијем Освајач из 1982. године.